# Petar Šulinčevski
Petar Šulinčevski (16 marzo 1938) è un allenatore di calcio ed ex calciatore jugoslavo, di ruolo attaccante. Negli USA era noto come Peter.

## Carriera

### Calciatore
Nato in Macedonia, allora parte della Jugoslavia, dal 1956 al 1968 militò nel Vardar sodalizio con cui gioca sette stagioni nella massima divisione jugoslava. Sempre con i macedoni vince una coppa di Jugoslavia nel 1961. Con il Vardar gioca anche entrambi gli incontri di ottavi di finale della Coppa delle Coppe 1961-1962, persi contro il Dunfermline, in cui segnò anche una rete.
Lasciata la madre patria per trasferirsi a giocare in America, militò nel Chicago Mustangs nella stagione 1968, raggiungendo il secondo posto della Lakes Division.

### Allenatore
Nella stagione 1975-1976 allena il Vardar, retrocedendo in cadetteria al termine del campionato. Ritornerà ad allenare il Vardar nella Prva Liga 1989-1990, torneo chiuso all'ultimo posto.

## Palmarès

### Giocatore
- Coppa di Jugoslavia: 1

Vardar: 1960-1961